# Ríkisútvarpið

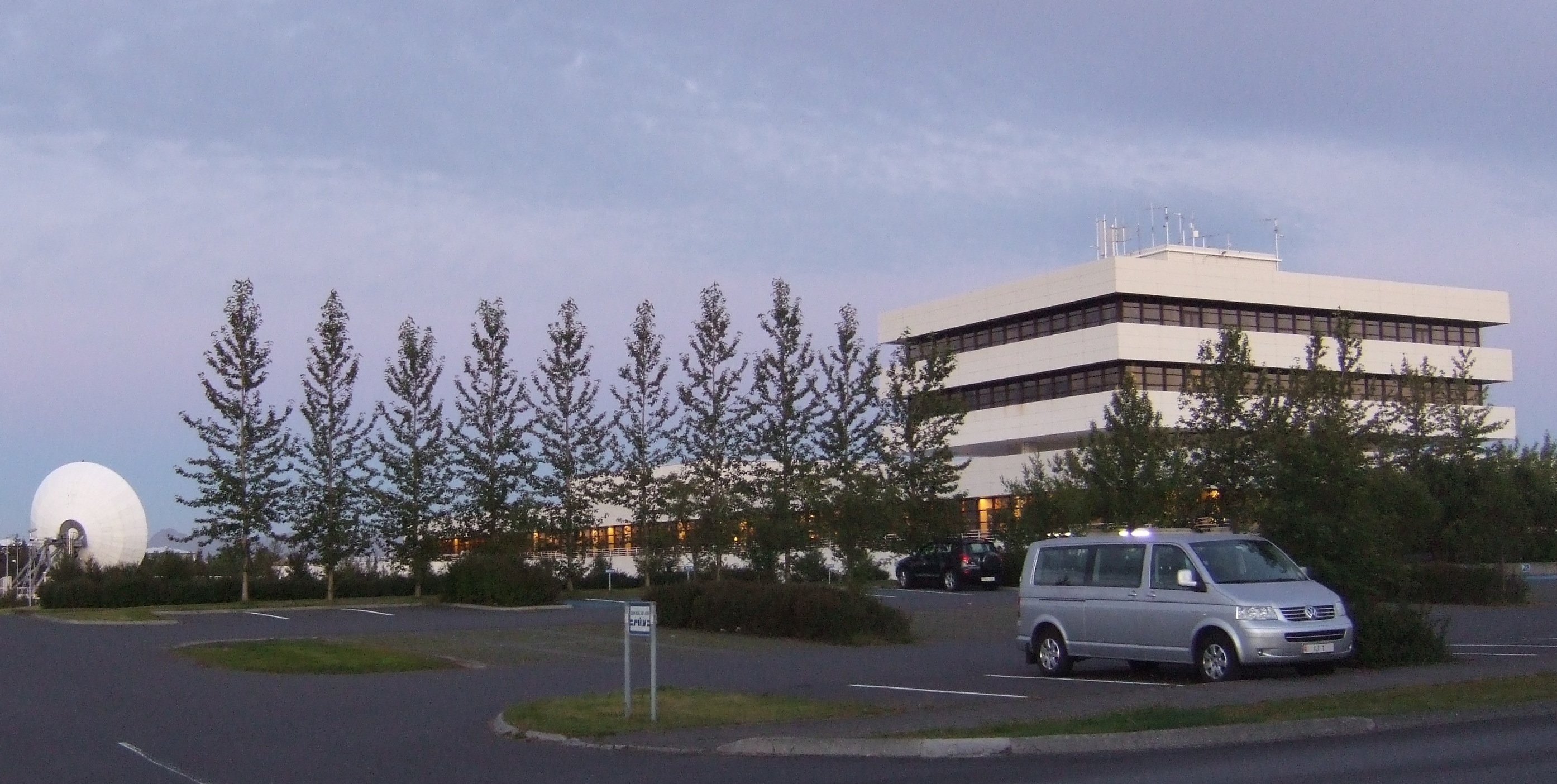
Siedziba firmy w Reykjaviku

Ríkisútvarpið (RÚV) – islandzki publiczny nadawca radiowo-telewizyjny. Jako stacja radiowa działa od 1930 roku, w 1966 roku rozpoczęto także nadawanie telewizyjne.
Obecnie firma posiada trzy stacje radiowe (Rás 1, Rás 2 i Rondó) i jeden kanał telewizyjny (RÚV). Jej siedzibą jest Reykjavík. Od 1956 roku jest członkiem Europejskiej Unii Nadawców.